# Webb Institute
Das Webb Institute of Naval Architecture (kurz Webb Institute) ist ein privates Undergraduate-College in Glen Cove, New York. Die Studenten des Webb Institutes erwerben mit ihrem Abschluss einen Bachelor of Science in Schiffbau und Schiffstechnik.

## Geschichte
Das Webb Institute of Naval Architecture wurde 1889 von William Henry Webb gegründet, einem US-amerikanischen Schiffskonstrukteur und Philanthrop. William H. Webb hatte jahrzehntelang eine Schiffswerft in New York City betrieben und war später auch ein Gründungsmitglied der Society of Naval Architects and Marine Engineers. Die erste Klasse des Webb Institutes absolvierte das College im Jahr 1893.
Der New Yorker Architekt Arthur P. Jennings wurde engagiert, um ein entsprechendes Gebäude für die Einrichtung zu entwerfen. 1890 begann der Bau in den Bronx auf dem Land einer Klippe, von der aus auf den Harlem River und Hudson River herabgeblickt werden konnte. Als Baustoff wurde Brownstone verwendet. Das Gebäude im Stil der Neuromanik wurde 1893 fertiggestellt.

### Umzug in die Stevenson Taylor Hall

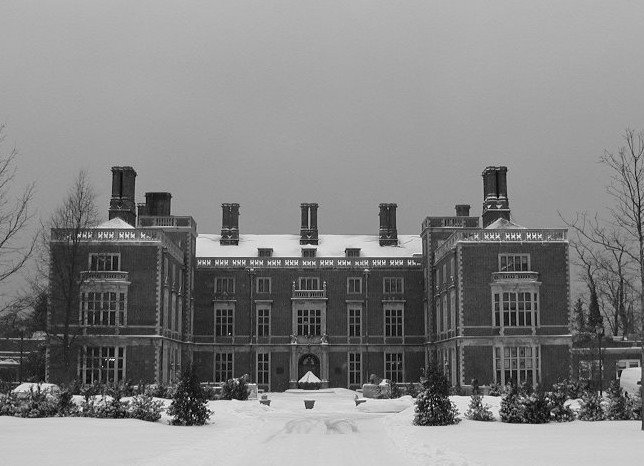
Stevenson Taylor Hall, Webb Institute

Während des Zweiten Weltkriegs wurde das Webb Institute von der United States Navy als Ausbildungsort für ihre Offiziere genutzt. Im November 1945 erwarb das Webb Institute ein neues Gebäude für ihre Einrichtung, welches ursprünglich den Namen The Braes trug. Hierbei handelte es sich um das ehemalige Landgut des US-amerikanischen Geschäftsmanns Herbert L. Pratt, welches zwischen 1912 und 1914 im neojakobinischen Stil erbaut worden war. The Braes war vom Architekten James Brite entworfen und in Glen Cove an der Nordküste Long Islands errichtet worden. Das Gebäude ersetzte den originalen Sitz des Webb Institutes in den Bronx, welcher verkauft und später zu einem Apartmentkomplex umgebaut wurde.
Im April 1947 begann erstmals der Unterricht auf dem neuen Gelände in Glen Cove. Das Gebäude war renoviert und entsprechend umgebaut worden. Zu Ehren des früheren Präsidenten des Board of Trustees wurde The Braes in Stevenson Taylor Hall umbenannt. Seit 1974 werden auch Frauen als Studenten zugelassen.

## In Filmen
Seit den 1990er-Jahren wurde das Webb Institute auch mehrfach als Drehort für Filme und Fernsehserien verwendet. Für die Filme Batman Forever (1995) und Batman & Robin (1997) des Regisseurs Joel Schumacher diente es als Wayne Manor. In der Krimiserie Gotham stellte das Webb Institute von 2014 bis 2019 erneut Wayne Manor dar. Auch für die Dreharbeiten des Films Joker nutzte man das Webb Institute als Kulisse des Wayne Manors.
Unter anderem war das Webb Institute auch im Film Große Erwartungen und in der Fernsehserie Limitless zu sehen.